# Real Face
«Real Face» es una canción escrita por Shikao Suga, Joker, Tak Matsumoto y Chokkaku para el sencillo debut y el álbum debut de la boy band japonesa KAT-TUN. Fue lanzado el 22 de marzo de 2006 y debutó en las listas de sencillos diarios y semanales de Oricon en el número 1 donde permaneció en el por 3 semanas. La canción finalmente vendió más de un millón de copias a finales de 2006 y fue nombrado en Japón el sencillo más vendido del año.

## Ventas y recepción
El sencillo desplazó a NEWS y su sencillo doble del lado A "Sayaendou / Hadashi no Cinderella Boy" de la primera posición y se quedó en el número 1 durante 3 semanas en las listas Oricon semanales, una hazaña que rara vez se logra en la industria de la música japonesa, vendiendo más de 754 234 copias en su primera semana en que rompió récord con boy bands de JE como Arashi que logró un buen registro para su sencillo de debut, Arashi. A finales del año el sencillo había vendido más de un millón de copias y fue certificado como el sencillo más vendido de 2006 por Oricon. El sencillo fue premiado en la 21st Japan Gold Disc Awards cuando fue nombrado "Single of the Year (Domestic)" y se colocó en la "Best 10 Singles (Domestic)" junto en la lista con "SIGNAL" y "Bokura no Machi de".

## Lista de pistas
- Edición Normal

| N.º | Título | Escritor(es) | Duración |  |

- Edición Limitada

| N.º | Título | Duración |  |